# 高球杯
高球杯或海波杯是一種玻璃杯，容量為8至12盎司（即240至340毫升）。一般用來盛高球雞尾酒或其他混合飲料。
高球杯比用於喝威士忌的古典杯高，但是又比可林杯矮，而且較寬。